# Enriqueta Basilio

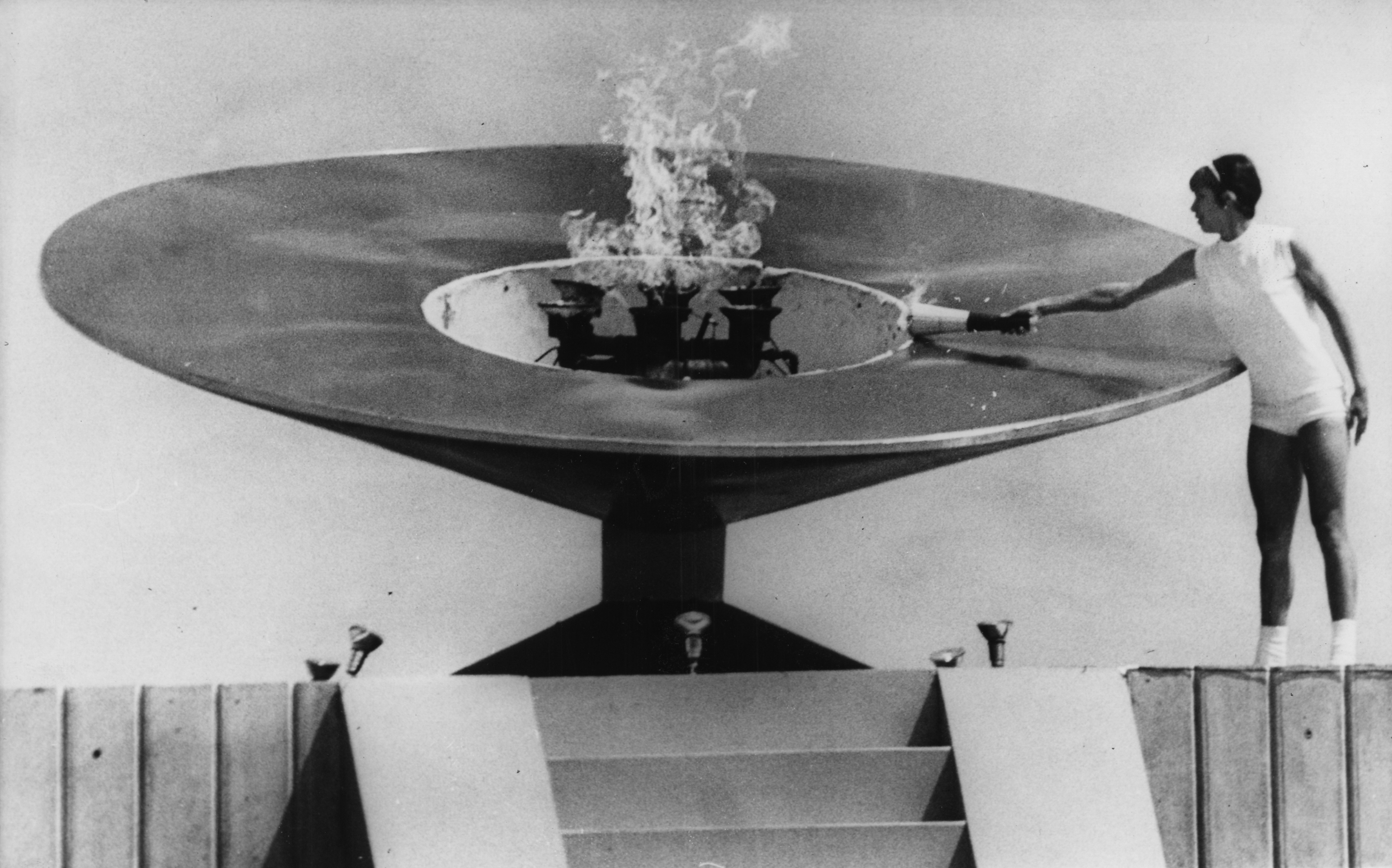
Enriqueta acendendo a pira olímpica em 1968, no alto do estádio Olímpico Universitário.

Norma Enriqueta Basilio Sotelo, conhecida também como Queta Basilio, (Mexicali, 15 de julho de 1948 - 26 de outubro de 2019) foi uma ex-atleta mexicana.
Nos Jogos Olímpicos de Verão de 1968, na Cidade do México, ela foi a última pessoa a carregar a tocha olímpica. Entrou para a história da humanidade ao ser a primeira mulher a acender a pira olímpica na cerimônia de abertura, evento que aconteceu no Estádio Olímpico Universitário em 12 de outubro de 1968. Ela tornou-se um símbolo da igualdade de gênero.

## Carreira esportiva
Em 1967, Henriqueta foi campeão nacional de atletismo nos 80 metros com barreiras e terminou em sétimo lugar nos Jogos Pan-Americanos de 1967. Na Olimpíada de 1968, ela foi eliminada ainda nas eliminatórias nos 400 metros, 80 metros com barreiras e revezamento 4 x 100 metros. Em 2004, na cidade do México ela participou do revezamento da tocha olímpica dos Jogos de Atenas.
Desempenho na Olímpida de 1968
| Ano  | Evento          | Sede             | Modalidade                       | Tempo  | Posição              |
| ---- | --------------- | ---------------- | -------------------------------- | ------ | -------------------- |
| 1968 | Jogos Olímpicos | Cidade do México | 400 metros rasos                 | 55.6 s | 5º - Fase preliminar |
| 1968 | Jogos Olímpicos | Cidade do México | 80 metros com barreiras          | 11.1 s | 6º - Fase preliminar |
| 1968 | Jogos Olímpicos | Cidade do México | revezamento 4 x 100 metros rasos | 47.0 s | 7º - Fase preliminar |

## Carreira política
Apesar de Enriqueta Basilio não competir mais como atleta ela ainda continua associada ao esporte, ela também desempenha atividades na política. Enriqueta foi deputada federal de 2000 a 2003 pelo PRI. Ela já recebeu diversas condecorações e homenagens pela sua trajetória esportiva e política. Ela é atualmente membro permanente do Comitê Olímpico Mexicano.